# Plateau d'Uemachi
 (juillet 2021).
Si vous disposez d'ouvrages ou d'articles de référence ou si vous connaissez des sites web de qualité traitant du thème abordé ici, merci de compléter l'article en donnant les références utiles à sa vérifiabilité et en les liant à la section « Notes et références ».
Le plateau d'Uemachi (上町台地, うえまちだいち, Uemachi-daichi) est un plateau d'Osaka au Japon qui s'étend du château d'Osaka et du quartier de Tenmabashi à l'arrondissement de Tennōji au sud.

## Histoire et formation
À partir d'études universitaires réalisées après-guerre des strates et failles géologiques ainsi que de l'examen des cartes anciennes, il est supposé que, vers le Ve siècle, un banc de sable s'était formé qui est finalement devenu le plateau d'Uemachi. Il semble qu'à la période Jomon, le plateau d'Uemachi était un banc de sable séparé de la mer intérieure de Seto en direction  de l'ouest en provenance de la baie de Kawachi vers l'est. Depuis lors, de grandes quantités de sédiments se sont déposées à partir de la Yodo-gawa et de la Yamato-gawa. La baie de Kawachi est devenue le lac Kawachi, puis des marécages et enfin une plaine alluviale. De même, en raison du mouvement des rivières, le côté occidental du plateau est devenu la plaine qui constitue maintenant le centre de la ville d'Osaka.
Contrairement à la pente relativement douce sur le versant oriental du plateau, la descente sur le versant ouest est raide. Cela en raison du dépôt de grandes quantités de sédiments des cours supérieurs des rivières Yodo et Yamato sur le versant oriental du plateau. Sur le versant ouest se trouvent des dépôts au niveau de la mer en provenance de la baie d'Osaka.
Le point le plus élevé du plateau est à la base de la tour principale du château d'Osaka, à 38 m au-dessus du niveau de la mer. Au VIIe siècle, le Palais de Naniwa Nagara-Toyosaki avait été construit au même emplacement.
Deux arrondissements de la ville d'Osaka, Higashinari-ku et Nishinari-ku, tiennent leur nom de la formation du plateau d'Uemachi. Higashinari (東成) signifie « Est devenant » et Nishinari (西成) « Ouest devenant ».

## Source de la traduction
- (en) Cet article est partiellement ou en totalité issu de l’article de Wikipédia en anglais intitulé « Uemachi Plateau » (voir la liste des auteurs).